# Plan Dyle
El Plan Dyle (o Plan D) fue el plan de operaciones elaborado en 1940 por el Alto Mando de las Fuerzas Armadas francesas, bajo la dirección del general Maurice Gamelin, para responder a un posible ataque de la Wehrmacht en la frontera con Francia.
Este plan tomó su nombre del río Dyle, que fluye en el sur de Bélgica, donde, de acuerdo con las intenciones de los líderes militares franceses, se había concentrado el mayor esfuerzo para repeler un posible ataque alemán.

## Antecedentes
El lanzamiento de la ofensiva alemana en Polonia obligó a Francia y su aliado británico planificar una estrategia de defensa contra un supuesto ataque alemán en la frontera con Francia
Después de la capitulación de Polonia, la guerra se estancó durante varios meses, por ello se la define con el término Guerra de broma. La neutralidad de Bélgica y los Países Bajos no fue, por el momento, violada; mientras, en la frontera franco-alemana la única gran operación militar que se lanzó fue un ataque limitado sobre el ejército francés en la región alemana de Sarre (Ofensiva del Sarre): las tropas se internaron sólo cinco kilómetros en territorio alemán, para después retirarse a principios de octubre
La razón de esta situación de bloqueo, desde el punto de vista anglo-francés, se deben principalmente a la necesidad que tenían estos dos Estados de proceder con tranquilidad en los planes de fortalecimiento y modernización de sus fuerzas armadas, sobre todo por la participación de unidades motorizadas y blindadas. Los Aliados necesitaban el tiempo para asegurarse de que su superioridad industrial volvería a poner a sus fuerzas armadas en una situación de superioridad técnica y numérica sobre los alemanes, invirtiendo así la condición de desventaja táctica ante un rival que hacía mucho tiempo que había iniciado la modernización de sus armas.
De acuerdo con los planes anglo-franceses, las fuerzas aliadas serían capaz de lanzar una ofensiva masiva contra los alemanes hacia el verano de 1941; hasta entonces el objetivo era detener cualquier avance alemán, manteniendo la línea del frente el mayor tiempo posible.

## La defensa de Francia: LaLínea Maginot
Al final de la Primera Guerra Mundial extendió la creencia en el Alto Mando francés, adquirida tras largos años de guerra en las trincheras, que la defensa de Francia se debía dar a través de la creación de grandes posiciones fortificadas a lo largo de la frontera; se rechazó por lo tanto, las nuevas teorías relacionadas con la guerra de movimiento y el desarrollo de formaciones independientes blindados para facilitar la construcción de nuevos sistemas de defensa fija.
Esta defensa fue propuesta, en primer término, por el mariscal Joseph Joffre, a pesar de la oposición de destacados políticos y militares franceses(Paul Reynaud y Charles de Gaulle, por ejemplo), los cuales presionaron a favor de la inversión en las tropas blindadas y aviones. Sin embargo, el gobierno fue persuadido por André Maginot, para invertir en una larga línea de fortificaciones en la frontera.
La línea fue construida en etapas, a partir del 13 de enero de 1928, pero los trabajos avanzaron recién en 1930, cuando en realidad Maginot obtuvo una financiación sustancial del gobierno. La construcción principal se completó en 1935. Las especificaciones para la defensa eran muy altas, con numerosos búnkeres y conectando entre sí a miles de hombres. Había 108 fuertes principales (ouvrages) a 15 kilómetros de distancia el uno del otro, intercalados con ouvrages menores y casamatas, con más de 100 km de túneles. Esta obra costó 5 millones de francos, y los fuertes innumerables pudieron alojar hasta 2 millones de soldados.
Las fortificaciones no se extendió a la zona del bosque de las Ardenas (que se considera impenetrable) y a lo largo de la frontera con Bélgica, ya que los dos países habían firmado una alianza en 1920 que garantizaba el ejército francés la oportunidad de trabajar en el territorio belga si las fuerzas Alemanas lo hubieran invadido. Cuando Bélgica derogó el tratado en 1936 y declaró la neutralidad, la Línea Maginot se extendió rápidamente a lo largo de la frontera franco-belga. Sin embargo, este nuevo tramo de fortificaciones nunca fue capaz de alcanzar los estándares de seguridad de la línea original.

## Del Plan Schlieffen a las Ardenas
En la construcción de la Línea Maginot, el ejército francés no pudo resolver el problema de la pobreza en las fortificaciones que la frontera franco-belga poseía. Además, el Alto Mando francés dirigido por Maurice Gamelin, sobre la base de la experiencia de la Primera Guerra Mundial, estaba convencido de que los alemanes habían llevado a cabo su ataque principal en esa zona, utilizando los esquemas de operación del antiguo Plan Schlieffen.
La situación táctica en el frente occidental empujó, de hecho, a considerar el ataque francés a través de Bélgica (todavía formalmente neutral) como el único curso posible de acción ejecutable por el ejército alemán. La parte sur del frente fue cubierta por la Línea Maginot, considerada como un obstáculo insuperable en la batalla. La zona central estaba cubierta por bosques de las Ardenas, considerado "el mejor obstáculo anti-tanque de Europa", y el andar tortuosos del Río Mosa. Los franceses, por lo tanto, creían que la Wehrmacht concentrarían su ataque a través de las llanuras belgas, donde las formaciones blindadas y de infantería podría maniobrar más fácilmente.
La subestimación de las capacidades operativas de las formaciones blindadas y motorizadas a través de las Ardenas llevó al alto mando francés desgüarnecer el sector central de su línea defensiva, en lugar de reforzar la banda izquierda. Esta ala, de hecho, de acuerdo a las previsiones de los expertos militares franceses tendrían que soportar la parte más exigente de la batalla con las fuerzas alemanas.

## El Plan Dyle
El plan operativo propuesto inicialmente por Gamelin (conocida como el plan  E), previó la defensa con una serie de posiciones fortificadas a lo largo de la frontera franco-belga. Las necesidades estratégicas y tácticas, sin embargo, condujo a una revisión de este plan: el objetivo principal fijado por el comando de las fuerzas francesas, de hecho, era mantener la línea del frente hacia el este como sea posible, tratando de mantener el control de la territorio y los puertos de Bélgica.
Gamelin sugiere que el plan Dyle (o Plan D). Las tropas anglo-francesas entrarían en el territorio belga, a lo largo de las posiciones fortificadas que fueron construidas por el gobierno de Bélgica en la extensión del río Dyle (la línea KW). Tal medida habría dado lugar a dos ventajas tácticas para las fuerzas aliadas: en primer lugar, permitiría una primera línea de defensa en un frente más corto y por lo tanto, más fácilmente defendible; en segundo lugar, al llegar a la línea KW, las fuerzas anglo-francesas serían capaces de utilizar de las nuevas posiciones de artillería antitanque que fueron construidas por los belgas en los años anteriores. Por último, la posición de la defensa en la línea de Dyle apareció como la mejor ubicación desde la cual iniciar la contraofensiva prevista para el verano de 1941.
Las unidades que participan en el plan operativo se enmarca todo en el grupo francés del Ejército, al mando del general Gastón Billotte. El 7° ejército francés del general Giraud que avanza a través del Flandes, hasta la desembocadura del río Escalda, formando un puente con los holandeses que participarían en la batalla. La Fuerza Expedicionaria Británica debía atravesar a lo largo, el Dyle, en el flanco meridional del ejército belga, entre Lovaina y Wavre. Más al sur, el ejército francés del general Blanchard reforzaría la línea defensiva con Wavre y la zona norte de Namur. El 9° ejército francés de Corap, entonces, habría tenido que empujar a su ala izquierda hacia el norte-oeste, para proteger la línea del río Mosa hasta Namur.
La plan de defensa desarrollado por el plan Dyle concentraba, coherentemente con las expectativas francesas acerca de la ofensiva alemana, la mayoría de las fuerzas anglo-francesas en el ala izquierda, en particular, las unidades asignadas a este sector más modernamente equipados y armados del ejército francés entero. Para defender la zona comprendida entre Donchery y Longuyon, el punto de unión entre el 1° Grupo de Ejércitos y la Línea Maginot francesa, sólo quedaba el 2° ejército francés del general Charles Huntziger. Para asegurar esta área, de hecho, el mando francés se basaba en gran medida en la impenetrabilidad que suponen los bosques de las Ardenas.
Elemento decisivo para el éxito del plan fue la resistencia del ejército belga en el primer asalto de la Wehrmacht. Si las fuerzas armadas de Bélgica fueron capaces de mantener el control del canal Alberto durante al menos cinco días, a continuación, las tropas anglo-francesas serían capaces de ocupar los nuevos puestos en el Dyle en la medida de sus posibilidades.

## Conclusiones
El peso de la planificación estratégica de la defensa francesa sobre el destino de la Campaña de Francia fue significativamente importante. El plan Dyle, en la práctica, ponía la mayor parte de las fuerzas armadas francesas justo donde querían los alemanes; desde este punto de vista, por lo tanto, la estrategia de la defensa francesa fue complementaria al peligroso plan Manstein.
La subestimación del potencial de las fuerzas armadas en un ataque a través de la Ardenas, por otra parte, la hizo vulnerable a la unión de los dos grupos de ejércitos alemanes, poniendo así al ala izquierda del ejército francés en condiciones de ser rodeado.